# Heather Sears
Heather Christine Sears (n. 28 septembrie 1935, Metropolitan Borough of Kensington⁠(d), Anglia, Regatul Unit – d. 3 ianuarie 1994, Hinchley Wood⁠(d), Elmbridge, Anglia, Regatul Unit) a fost o actriță britanică.

## Filmografie selectivă
- 1955 Touch and Go
- 1956 Dry Rot
- 1957 The Story of Esther Costello
- 1959 Drumul spre înalta societate - Room at the Top)
- 1959 Siege of Pinchgut
- 1960 Sons and Lovers
- 1962 The Phantom of the Opera
- 1964 Black Torment
- 1964 Saturday Night Out

## Premii și nominalizări
- 1958 BAFTA pentru filmul The Story of Esther Costello (cea mai bună actriță britanică)
- 1958 Globul de Aur - Nominalizare pentru filmul The Story of Esther Costello (cea mai bună actriță în rol secundar)